# Cantone di Bourg-Argental
Il Cantone di Bourg-Argental era una divisione amministrativa dell'arrondissement di Saint-Étienne.
È stato soppresso a seguito della riforma complessiva dei cantoni del 2014, che è entrata in vigore con le elezioni dipartimentali del 2015.
Comprendeva i comuni di:
- Bourg-Argental
- Burdignes
- Colombier
- Graix
- Saint-Julien-Molin-Molette
- Saint-Sauveur-en-Rue
- Thélis-la-Combe
- La Versanne